# KlimaBündnis-Städte Schweiz
16 Städte der Schweiz haben sich zur Plattform KlimaBündnis-Städte Schweiz (KBSS) zusammengeschlossen, um eine aktive Klimaschutzpolitik ausüben. Der seit 1995 bestehende Verband ist auf alle Kantone verteilt.
| Baden      | Basel      | Bern         |
| Biel       | Burgdorf   | Kreuzlingen  |
| Luzern     | Rorschach  | Schaffhausen |
| St. Gallen | Thun       | Vernier      |
| Windisch   | Winterthur | Zug          |
| Zürich     |            |              |

## Ziele und Projekte
Die Ziele sind:
- Informationen über die Menge der Treibhausgas-Emissionen auf ihrem Territorium und Kontrolle der Entwicklung
- Erfahrungsaustausch untereinander und gemeinsame Anstrengungen für eine zukunftsgerichtete kommunale Energie- und Verkehrspolitik sowie für ein nachhaltiges Beschaffungswesen
- Unterstützung der indigenen Völker bei deren Bestrebungen, die tropischen und subtropischen Wälder als Lebensgrundlage zu erhalten
- beispielhafte kommunale Umwelt- und Energiepolitik

Im Schaffhauser Memorandum haben die KBSS am 28. Februar 2002 die gemeinsamen Grundsätze und Handlungsschwerpunkte festgelegt. In diesem Memorandum sind die Ziele der KBSS verankert.